# Eutychia
Eutychia – imię żeńskie pochodzenia greckiego. Wywodzi się od greckiego imienia Ευτυχιος (Eutychios), które powstało od gr. ευτυχής (eutychēs), czyli „ta, której los sprzyja”. Patronką tego imienia jest św. Eutychia (zm. w Tesalonice w IV wieku).
Eutychia imieniny obchodzi 3 kwietnia.
Męskie odpowiedniki: Eutychiusz, Eutyches.